# Emmanuel Fauré-Frémiet
Emmanuel Fauré-Frémiet, né le 29 décembre 1883 dans le 17e arrondissement de Paris,, ville où il est mort le 6 novembre 1971 en son domicile dans le 5e arrondissement est un zoologiste français, 
Spécialiste des ciliés, il fut président de la Société zoologique de France en 1941 et membre de l'Académie des sciences.

## Biographie
Il est le fils du compositeur Gabriel Fauré et de Marie Frémiet, fille du sculpteur Emmanuel Frémiet. D'une santé fragile, il bénéficia d'un précepteur. Élève d’Henneguy à la Sorbonne, il fut successivement assistant  au Muséum d'histoire naturelle (1910) puis maître de conférences d’embryologie comparée au Collège de France (1911), et prit la succession d’Henneguy à la chaire d’embryologie (1928), conservant ce poste jusqu'à sa retraite en 1954.
Il a énormément publié sur la paléontologie marine, en particulier sur l'évolution des ciliés, ainsi que sur l'embryologie et la biologie cellulaire. Ses recherches à l'Institut Rothschild de Biologie Physicochimique ont fait progresser les applications de la cristallographie aux rayons X et, en collaboration avec Boris Ephrussi, celles de la microscopie électronique. On lui doit la découverte d'un genre de ciliées bien particulier, Legendrea.
Le 15 mars 1913, il a épousé à Paris, 5ème Jeanne Henneguy (1879-1960), fille de Louis-Félix Henneguy, petite-fille de Pierre-Joseph Proudhon.